# Urania Horror
Urania Horror è stata una collana editoriale dedicata alla narrativa horror pubblicata in Italia da Arnoldo Mondadori Editore, come complemento alla collana fantascientifica Urania. Venne pubblicata dal 2008 al 2017 a cadenza irregolare, per un totale di 13 volumi.

## Storia editoriale
Fondata nel 1952, Urania fu una delle prime collane editoriali italiane dedicate alla letteratura di fantascienza e contribuì fortemente a sdoganare il genere in Italia: ogni numero della collana proponeva infatti un romanzo completo, stampato in brossura tascabile e distribuito a cadenza mensile nelle edicole. Nel corso degli anni Arnoldo Mondadori Editore affiancò alla linea principale anche un certo numero di collane "figlie" di taglio diverso e complementare, come gli speciali antologici Urania Millemondi o la proposta di volumi omnibus Biblioteca di Urania. A cavallo fra gli anni Settanta e Ottanta il mercato librario italiano iniziò a interessarsi anche alle altre forme di letteratura fantastica, pertanto Mondadori decise di espandere la propria offerta affiancando ad Urania una pubblicazione parallela dedicata alla narrativa di magia, Urania Fantasy, e più tardi anche una collana autonoma di opere dell'orrore, Horror Mondadori. Ambedue questi progetti operarono a cadenza relativamente regolare fino al biennio 1994-1995, quando vennero entrambi soppressi, ma già a partire dal 2001 la denominazione di "Fantasy Urania" venne riproposta occasionalmente su dei supplementi ai numeri regolari di Urania.
A cavallo fra 2007 e 2008 Mondadori propose opere fantastiche di vario genere nella collana di ristampe Urania - Le grandi saghe e tale operazione si rivelò preliminare al rilancio sia di Urania Fantasy, ormai ufficialmente ribattezzata Fantasy Urania, sia di Horror Mondadori, anch'essa assorbita nella "famiglia" Urania con il nome di Urania Horror: le due pubblicazioni tornarono in commercio nel corso del 2008 come supplementi a numeri della collana "madre", ma furono entrambe sospese dopo due sole uscite cadauna: nel 2009 vennero infatti fuse assieme per dare vita a una nuova collana autonoma denominata Epix, ma anch'essa fu chiusa precocemente già nel 2010.
Dopo tre anni di iato, nell'ottobre 2013 Urania Horror tornò in commercio con l'uscita n. 3, riprendendo la numerazione rimasta interrotta nel 2008 (e quindi trattando implicitamente Epix come una parentesi separata); inizialmente la collana apparve autonomamente e a cadenza bimestrale, pubblicando a ritmo serrato la trilogia Nocturna, ma dall'estate 2014 in poi ridivenne un supplemento di Urania e assunse un ritmo semestrale, analogo a quello adottato da Horror Mondadori fra 1992 e 1994. Nei successivi tre anni la collana propose in egual misura ristampe da Horror Mondadori (in particolare il classico del gotico belga Malpertuis) e materiali inediti, fra cui una cospicua raccolta dei racconti dell'orrore di Robert E. Howard pubblicata da Del Rey / Ballantine. Il periodico è stato chiuso nel luglio 2017 con il tredicesimo numero.
I primi due numeri della collana furono stampati con una foliazione da 105x175 mm e presentavano copertine nere con un'illustrazione circolare, il titolo "Horror" in rosso nell'intestazione e il sottotitolo "Urania" nell'occhiello, con un impianto complessivo simile a quello di Fantasy Urania; i numeri da 3 a 13 ricalcarono invece la grafica della collana "madre" adottando copertine bianche, illustrazioni tonde circondate da una cornice nera, e il titolo "Urania Horror" in nero e rosso nell'intestazione, e la foliazione passò a 125x195 mm. Tutte le uscite furono rilegate in brossura.

## Elenco delle pubblicazioni
| Numero | Autore                                      | Titolo                                               | Note | Pubblicazione             | Anno          |
| ------ | ------------------------------------------- | ---------------------------------------------------- | --- | ------------------------- | ------------- |
| 1      | Gianfranco Nerozzi                          | Cry-Fly Trilogy                                      | Omnibus della trilogia della Mosca, con in appendice un racconto aggiuntivo: 1. L'urlo della mosca 2. Prima dell'urlo. Antologia di tre racconti e un romanzo breve. 3. Immagini collaterali 4. "Ombra nel vuoto"                                                                                        | Supplemento a Urania 1531 | Febbraio 2008 |
| 2      | David Wellington                            | Monster Island                                       | Primo romanzo della Trilogia dell'Apocalisse Zombi. | Supplemento a Urania 1537 | Agosto 2008   |
| 3      | Guillermo del Toro e Chuck Hogan            | La progenie                                          | Primo romanzo della trilogia Nocturna. |                           | Ottobre 2013  |
| 4      | Guillermo del Toro e Chuck Hogan            | La caduta                                            | Secondo romanzo della trilogia Nocturna. |                           | Dicembre 2013 |
| 5      | Guillermo del Toro e Chuck Hogan            | Notte eterna                                         | Terzo romanzo della trilogia Nocturna. |                           | Marzo 2014    |
| 6      | Brian Keene                                 | I vermi conquistatori                                | Primo romanzo della trilogia dei Vermi Conquistatori. | Supplemento a Urania 1608 | Giugno 2014   |
| 7      | Fred Chappell e Stefano Di Marino           | Dagon                                                | Antologia comprendente il romanzo eponimo di Chappell e, in appendice, un racconto di Di Marino. | Supplemento a Urania 1613 | Dicembre 2014 |
| 8      | Robert E. Howard                            | I figli della notte. Racconti dell'orrore - Volume 1 | Primo tomo della raccolta The Horror Stories of Robert E. Howard allestita postuma da Rusty Burke, comprende quattordici poesie e ventidue racconti, fra cui i cicli completi di De Montour, del villaggio di Faring e degli "orrori celtici", due racconti di Solomon Kane, e tre del Ciclo di Cthulhu. | Supplemento a Urania 1616 | Marzo 2015    |
| 9      | Ramsey Campbell                             | La faccia che deve morire                            | | Supplemento a Urania 1620 | Luglio 2015   |
| 10     | Robert E. Howard                            | I morti ricordano. Racconti dell'orrore - Volume 2   | Secondo tomo della raccolta The Horror Stories of Robert E. Howard allestita postuma da Rusty Burke, comprende sei poesie e quattordici racconti, fra cui un episodio della saga di Bran Mak Morn e quattro del Ciclo di Cthulhu, più un'appendice di quattro frammenti.                                 | Supplemento a Urania 1625 | Dicembre 2015 |
| 11     | Joanne Fluke                                | Video Kill                                           | | Supplemento a Urania 1632 | Luglio 2016   |
| 12     | Jean Ray                                    | Malpertuis                                           | | Supplemento a Urania 1637 | Dicembre 2016 |
| 13     | Paul Féval, Stefan Grabiński e Laird Barron | Cerimonie nere                                       | Volume triplo contenente: - La città vampira. Romanzo di Féval. - Il villaggio nero. Raccolta postuma di dodici racconti di Grabiński. - La cerimonia. Romanzo di Barron. | Supplemento a Urania 1644 | Luglio 2017   |